# روز ليزلي
روز ليزلي (بالإنجليزية: Rose Leslie)‏ وإسمها الكامل روز إليانور أربوثنوت ليزلي (بالإنجليزية: Rose Eleanor Arbuthnot-Leslie)‏ وهي ممثلة أسكتلندية بريطانية ولدت في يوم 9 فبراير 1987 في مدينة أبردين في اسكتلندا في المملكة المتحدة مثلت في مسلسل صراع العروش ومثلت في مسلسل داونتون آبي وألذي عرض على قناة التلفزيون المستقل.

## أفلام
- شهر العسل 2014
- صائد الساحرات الأخير 2015
- رسائل من بغداد (2016)

## روابط خارجية
- روز ليزلي على موقع IMDb (الإنجليزية)
- روز ليزلي على موقع روتن توميتوز (الإنجليزية)
- روز ليزلي على موقع قاعدة بيانات الأفلام العربية
- روز ليزلي على موقع ألو سيني (الفرنسية)
- روز ليزلي على موقع أول موفي (الإنجليزية)
- روز ليزلي على موقع قاعدة بيانات برودواي على الإنترنت (الإنجليزية)
- روز ليزلي على موقع قاعدة بيانات الفيلم (الإنجليزية)
- روز ليزلي على موقع كينوبويسك (الروسية)